# T.N. Djurhuus
Tummas Napoleon Djurhuus (11. maj 1928 – 1. august 1971) var en af Færøernes største digtere. Han blev født i Kollafjørður og voksede op i Kollafjørður og Thorshavn. Tummas var af en søskendeflok på ti. Han havde sin debut i 1951 med digtsamlingen Ung løg. Han modtog Færøernes litteraturpris (M.A. Jacobsens Heiðursløn) for digtsamlingen Og dansurin gongur i 1958.
T.N. Djurhuus døde under et udlandsophold ved en ulykke, hvor han brækkede halsen.